# Gianni Puccini
Gianni Puccini (Milán, 9 de noviembre de 1914 – Roma, 3 de diciembre de 1968) fue un director de cine y guionista italiano. Escribió el guion de 32 películas entre 1940 y 1967. También dirigió 18 películas entre 1951 y 1968. 

## Filmografía
- Fourth Page (1942)
- Obsesión (1943)
- Caza trágica (1947)
- Arroz amargo (1949)
- Persiane chiuse (1950)
- The Captain of Venice (1951)
- Rome 11:00 (1952)
- Days of Love (1954)
- Sunset in Naples (1955)
- Supreme Confession (1956)
- My Wife's Enemy (1959 - directed)
- I cuori infranti (1963 - directed)
- The Seven Cervi Brothers (1968 - directed)